# Tahjere McCall
Tahjere McCall, né le 17 août 1994 à Philadelphie en Pennsylvanie, est un joueur américain de basket-ball. Il évolue au poste d'arrière.

## Biographie

### Carrière professionnelle
Le 26 février 2019, il signe un contrat de 10 jours avec les Nets de Brooklyn. Le 9 mars 2019, à l'issue de son contrat, il n'est pas prolongé.
Début avril 2021, il vient remplacer LaMonte Ulmer comme pigiste médical, au sein de l'effectif d'Orléans Loiret Basket en première division française. En termes de statistiques, il joue 18 matchs, pour 6,1 points, 3,3 rebonds, 2,6 passes, 1,1 interception, 0,3 contre de moyenne par match. Il tire à 48,4 % de réussite à 2 points en 21,1 minutes par match.
En août 2021, McCall rejoint les Cairns Taipans, club australien de première division.